# Bromeliowce
Bromeliowce, ananasowce, zapylcowce (Bromeliales Dumort.) – rząd roślin jednoliściennych wyróżniany w niektórych systemach klasyfikacyjnych roślin okrytonasiennych (np. w systemie Reveala z lat 1993–1999). Jest taksonem monotypowym z jedną rodziną bromeliowatych (Bromeliaceae). We współczesnych ujęciach (np. system APG III z 2009), rząd nie jest wyróżniany, a zaliczana tu rodzina bromeliowatych włączana jest do rzędu wiechlinowców (Poales).